# سوزان شابمان
سوزان شابمان (بالإنجليزية: Susan Chapman) هي مجدفة أسترالية، ولدت في 17 سبتمبر 1962.

## وصلات خارجية
- سوزان شابمان على موقع الاتحاد الدولي للتجديف (الإنجليزية)
- سوزان شابمان على موقع اللجنة الأولمبية الدولية (الإنجليزية)
- سوزان شابمان على موقع أوليمبيديا (الإنجليزية)
- سوزان شابمان على موقع اللجنة الأولمبية الأسترالية (الإنجليزية)
- سوزان شابمان على موقع اتحاد ألعاب الكومنولث (مؤرشف) (الإنجليزية)